# Facultad de Ingeniería (Universidad de Buenos Aires)
La Facultad de Ingeniería (FIUBA) es una de las trece unidades funcionales en que se divide la Universidad de Buenos Aires, número 66 en el ranking QS. Se dictan en ella 12 carreras de grado, siendo la última en ofrecerse Ingeniería en Petróleo, y numerosos cursos de posgrado. Si bien funciona con el nombre actual desde 1952, ya era parte de la Facultad de Ciencias Exactas y Naturales desde el siglo XIX. El primer Ingeniero argentino fue Luis A. Huergo, que obtuvo su diploma el 6 de junio de 1870. La primera Ingeniera argentina fue Elisa Bachofen, quien se graduó en diciembre de 1918. 

## Historia
La Universidad de Buenos Aires fue fundada el 9 de agosto de 1821, firmado por el gobernador de la Provincia de Buenos Aires Martín Rodríguez, e inaugurada tres días después. Inicialmente constaba de los departamentos de ciencias sagradas, derecho, medicina, matemáticas y estudios preparatorios; aunque no se llegaron a formalizar carreras de ingeniería. Durante la gestión del rector Juan María Gutiérrez se reinstaló el departamento de ciencias exactas, que había sido suspendido durante el gobierno de Juan Manuel de Rosas. Por decreto del gobernador Mariano Saavedra, del 16 de junio de 1865 se estableció "en la Universidad de Buenos Aires un Departamento de ciencias exactas, correspondiendo la enseñanza de las matemáticas puras y aplicadas, y de la Historia natural."
En 1866 el Departamento contaba con los siguientes trece inscriptos en orden alfabético: Valentín Balbín, Santiago Brian, Adolfo Büttner, Jorge Coquet, Luis A. Huergo, Francisco Lavalle, Carlos Olivera, Matías Sánchez, Luis Silveyra, Miguel Sorondo, Zacarías Tapia, Guillermo Villanueva y Guillermo White, conocidos popularmente como «Los doce apóstoles de la ingeniería». El primer graduado del Departamento fue el Ingeniero Luis Augusto Huergo. El diploma está fechado el 6 de junio de 1870 y lo habilita como "Ingeniero de la Escuela de esta Universidad en la Facultad de Ciencias Exactas", convirtiéndolo así en el primer ingeniero del país. Posteriormente, se instituyó oficialmente el 6 de junio como Día de la Ingeniería.
El primer plan de estudios constaba de 18 asignaturas, aproximadamente el 30 por ciento de ellas estaban vinculadas al dibujo y otro 30 por ciento a las matemáticas. Sólo dos asignaturas se referían a la construcción y dos a la geología y mineralogía. Además, el título de Ingeniero incluía los conocimientos del agrimensor.
Por decreto del 26 de marzo de 1874 se modifica el estatuto de la Universidad de Buenos Aires creando cinco facultades. El Departamento de ciencias exactas es dividió en dos facultades: la Facultad de Matemática y la Facultad de Ciencias Físico-Naturales. Funcionó regularmente la Facultad de Matemática otorgando títulos de ingeniero civil. En 1878 se incorporaron nuevas carreras: ingeniero geógrafo, arquitecto y doctor en matemática. 
En 1881 se nacionaliza la Universidad de Buenos Aires, el decreto nacional del 7 de febrero de 1881 establece: «Quede entre tanto refundada la Facultad de Matemáticas con la de Ciencias Físico-naturales, establecidas por el decreto del 26 de marzo de 1874». Los estatutos universitarios de 1891 cambian el nombre a "Facultad de Ciencias Exactas, Físicas y Naturales", nombre que conserva hasta 1952. En 1894 los estudiantes de la carrera de Ingeniería fundan el primer Centro de Estudiantes del país que tomó el nombre "La Línea Recta". En 1948 se crea la Facultad de Arquitectura y en 1952 por decreto nacional se divide la facultad en dos: Facultad de Ciencias Exactas y Naturales y Facultad de Ingeniería.
En 1962, la Facultad de Ingeniería diseña y construye la primera computadora electrónica transistorizada de América del Sur. Al proyecto se lo conoce como CEFIBA - Computadora Electrónica de la FIUBA , y fue liderado por el ingeniero Humberto Ciancaglini.

## Sedes
La facultad funcionó muchos años en la Manzana de las Luces, en el edificio de la calle Perú 222, hasta que en 1948 recibió el de la Avenida Las Heras 2214, y en 1956 el de Avenida Paseo Colón 850.

### Paseo Colón

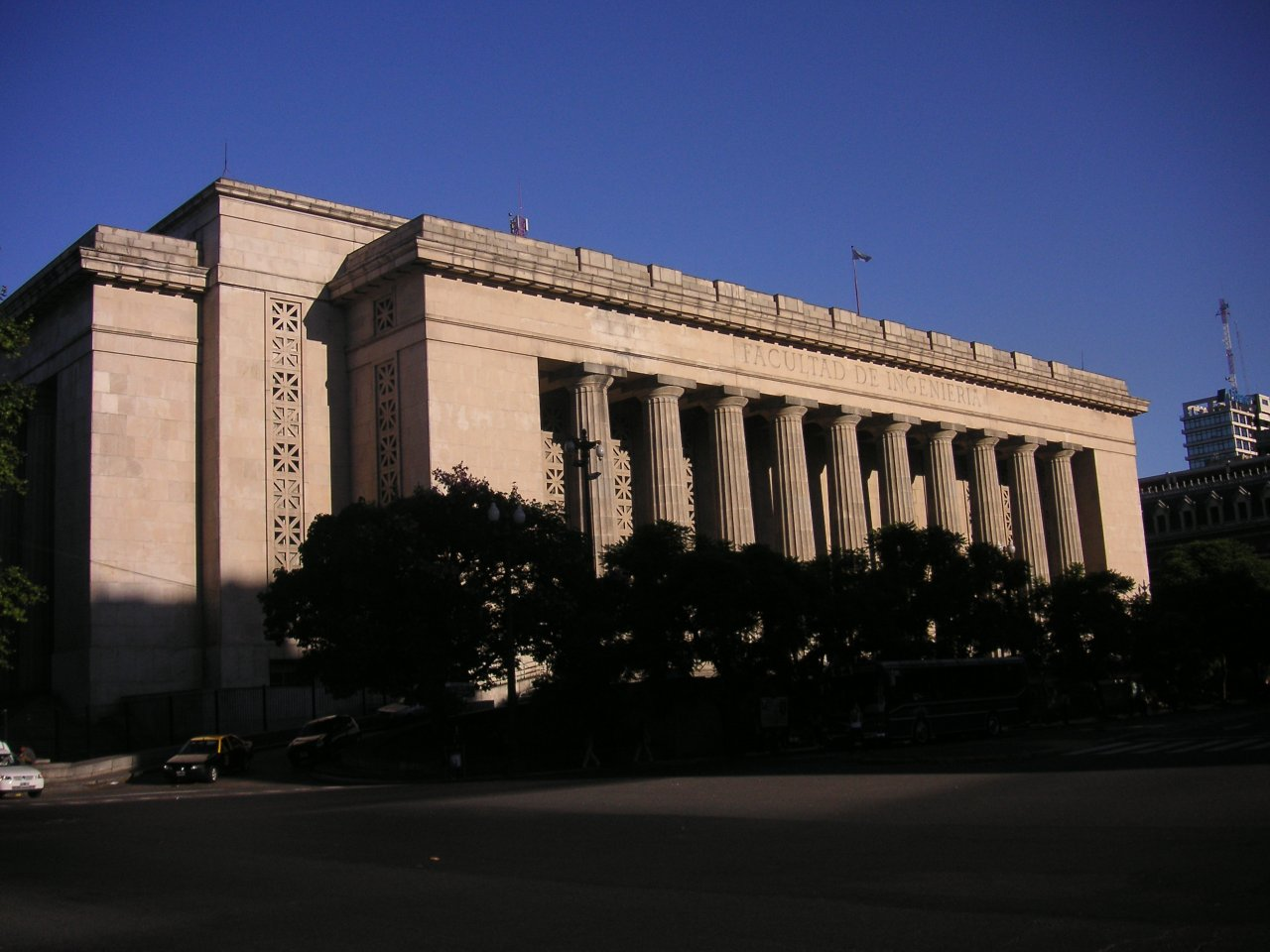
Fachada de la sede Paseo Colón de la Facultad de Ingeniería.

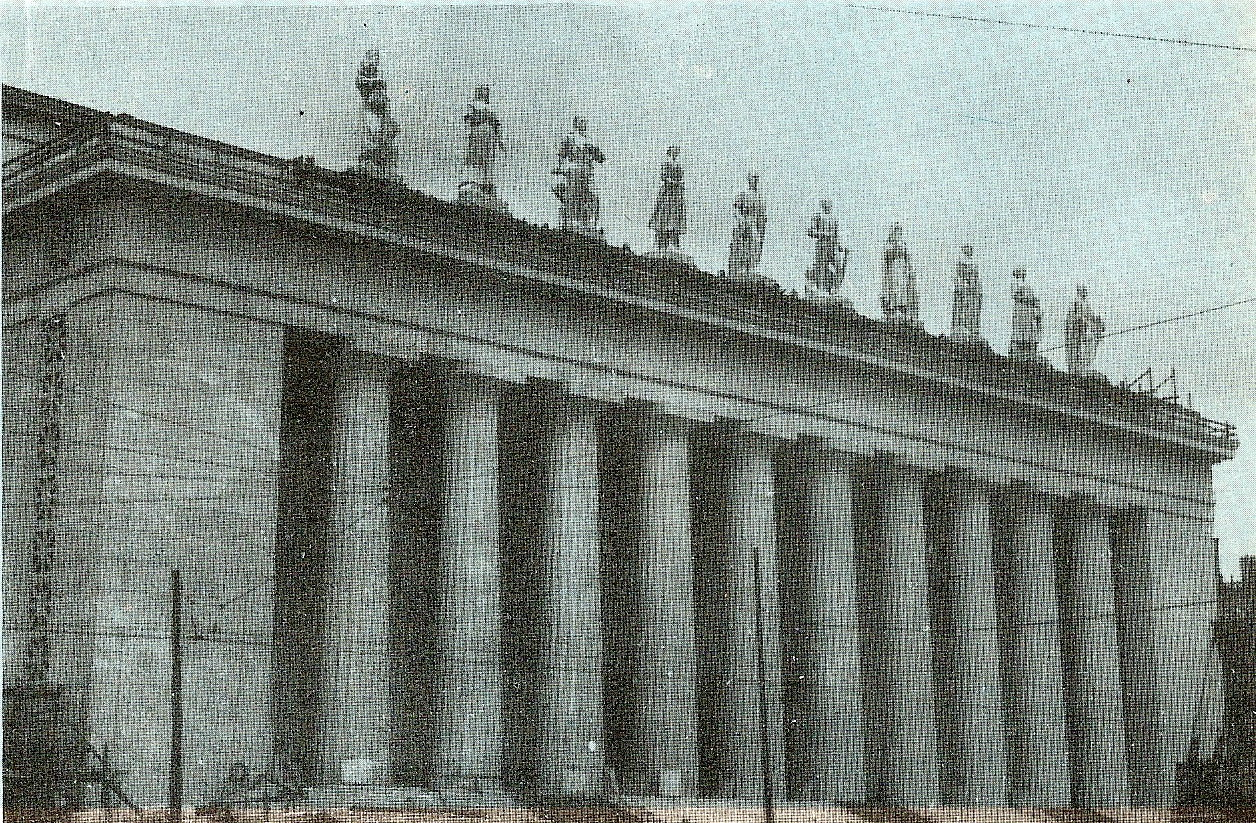
El edificio con las diez estatuas en su techo que representan a los "descamisados" en 1950, cuando era la sede de la Fundación Eva Perón.

Es la sede principal, ubicada en Avenida Paseo Colón 850, en el barrio de San Telmo.
Este edificio fue diseñado en estilo neoclásico despojado por la Dirección General de Arquitectura del Ministerio de Obras Públicas de la Nación en 1950 y comenzó a construirse en 1951 como sede de la Fundación Eva Perón. Luego de ser derrocadas las autoridades constitucionales por el golpe de Estado de 1955, que instauró la dictadura autodenominada Revolución Libertadora, el edificio fue atacado por militantes antiperonistas. Sus diez estatuas de seis metros de Mármol de Carrara del escultor italiano Leone Tommasi, que representan a los "descamisados", fueron desmontadas mediante una grúa del puerto de La Plata, gran mayoría decapitadas y arrojadas al fondo del río Matanza-Riachuelo. En 1996, el presidente Carlos Menem ordenó que fueran retirados del río. Sin embargo, solo se encontraron tres estatuas que en la actualidad se pueden ver en la quinta de San Vicente donde está enterrado Juan Domingo Perón. El Edificio fue destinado a la Facultad de Ingeniería en 1956.
La obra inconclusa quedó en manos de un equipo de profesionales encabezado por el Ing. Enrique Cáceres, dependiente de la Dirección de Arquitectura de la Secretaría de Obras Públicas. La ejecución de los trabajos fue realizada por personal de esa Dirección, incluyendo toda la carpintería y revestimientos de madera lustrada, a excepción de los revestimientos y solados pétricos e instalaciones. En 1957 comienza la habilitación parcial, pero recién en 1966 se da por terminado y  la Facultad de Ingeniería se hace cargo del edificio. 
Con una fachada y dos frentes laterales apoyados en columnas de estilo dórico, al igual que sus capiteles; la Facultad ocupa una superficie cubierta de 46.000 m². Consta de 5 pisos, planta baja y dos subsuelos, tiene una capacidad para albergar a 4.300 alumnos por turno y 2.730 m² destinados a dependencias administrativas.
El edificio fue declarado Monumento Histórico Nacional por la Ley 26.714 de 2011.
En esta sede se encuentran el Consejo Directivo, el Decanato, las Secretarías y subsecretarías, la biblioteca Enrique Butty, numerosos dependencias no docentes y los siguientes departamentos:

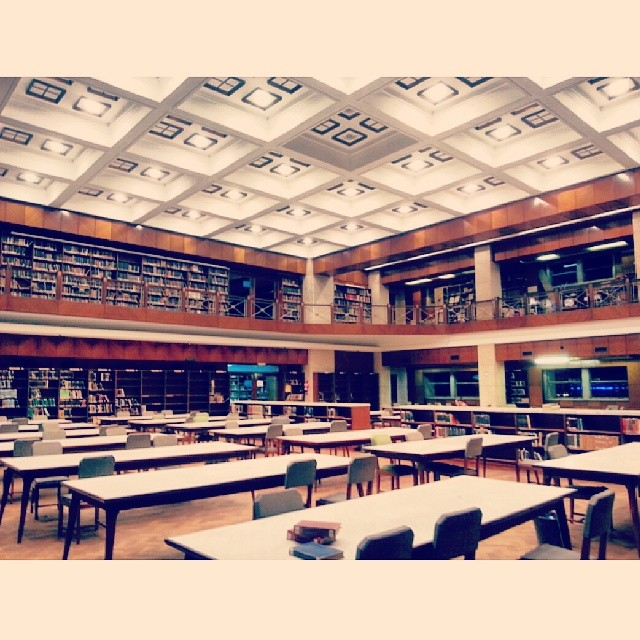
Biblioteca Enrique Butty.

| Departamento        | Código | Piso     |
| ------------------- | ------ | -------- |
| Matemática          | 61/81  | 1°       |
| Física              | 62/82  | 2°       |
| Química             | 63/83  | 5°       |
| Energía - Eléctrica | 65/85  | Subsuelo |
| Electrónica         | 66/86  | 1°       |
| Mecánica            | 67/87  | Subsuelo |
| Naval               | 73/93  | Subsuelo |
| Computación         | 75/95  | 4°       |
| Ambiente y Trabajo  | 77/97  | 4°       |
| Idiomas             | 78/98  | 5°       |

### Las Heras

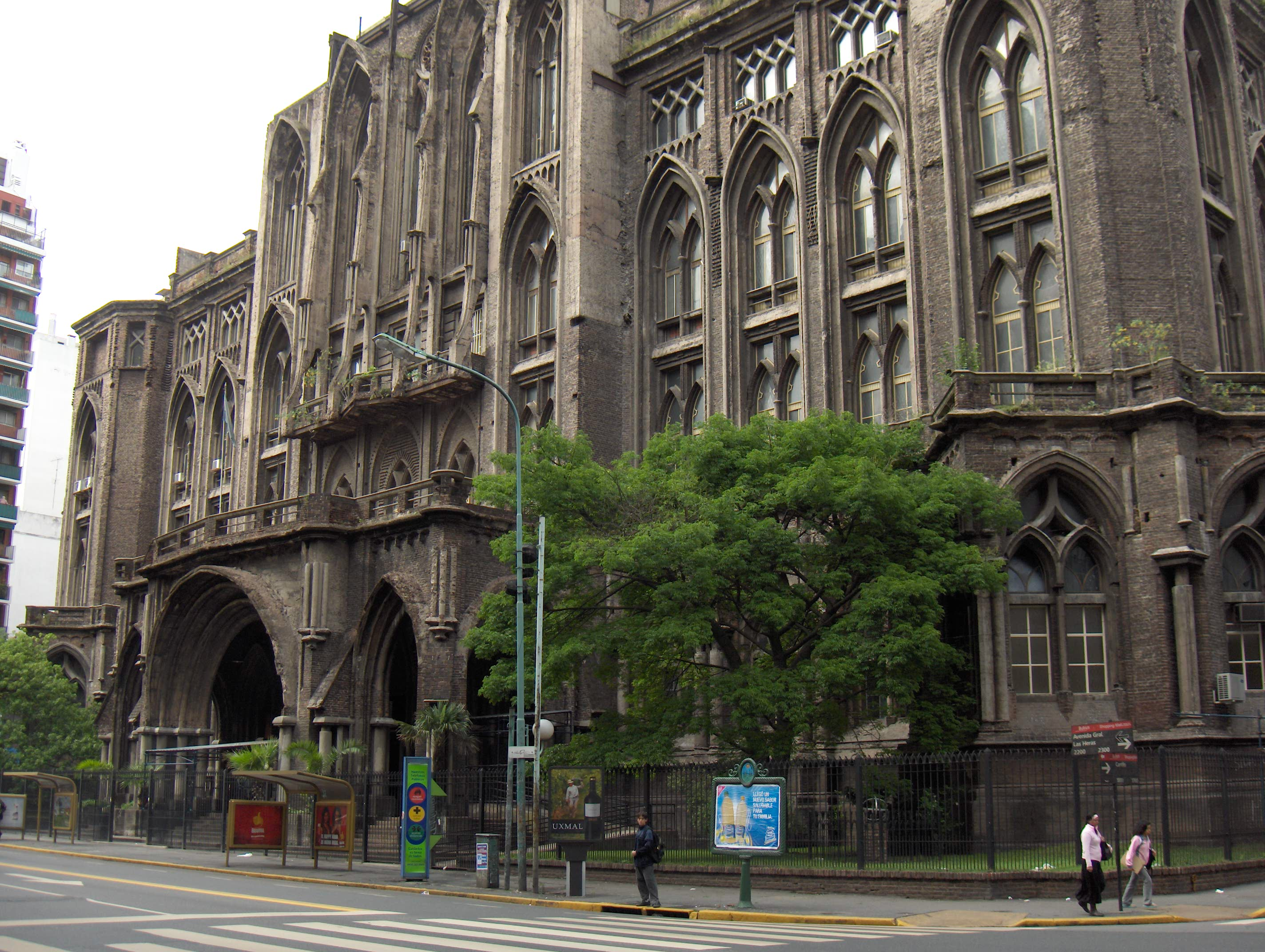
El edificio de la sede Las Heras.

El edificio de la Avenida Las Heras 2214 (en el barrio de Recoleta) fue concebido entre los años 1909 y 1910 para albergar a la Facultad de Derecho y Ciencias Sociales, y es la única construcción neogótica monumental de carácter no religioso en la ciudad de Buenos Aires. 
En la elaboración del proyecto definitivo el ingeniero civil y arquitecto Arturo Prins contó con la colaboración de dos arquitectos italianos recién llegados a la Argentina, Francisco Gianotti y Mario Palanti, quienes luego tuvieron exitosas trayectorias individuales. Prins (1877-1939), graduado de la Escuela de Ciencias Exactas Físicas y Naturales de la Universidad de Buenos Aires en 1909, estudió arquitectura en Francia e Italia, fue profesor de Teoría de la Arquitectura en la misma y desempeñó distintos cargos a nivel nacional y provincial. 
Si bien Prins ganó el concurso con su proyecto Luis XIV, las autoridades de la Facultad decidieron posteriormente cambiar ese estilo por un gótico, encomendándole al mismo ingeniero civil y arquitecto el nuevo proyecto y la posterior dirección de la obra. 
El proyecto definitivo preveía ocupar toda la manzana comprendida por la avenida Las Heras y las calles Cantilo, Pacheco de Melo y Azcuénaga. La volumetría general se estructuraba en un subsuelo, planta baja avanzada formando una terraza alrededor de todo el edificio y tres pisos con patios jardines internos, se coronaba con una torre central de gran altura y torres laterales más bajas y contaba con tres accesos, el principal sobre la Avenida Las Heras y otros dos sobre los frentes laterales. 
Desde su concepción, a partir del proyecto Luis XIV y su cambio al estilo gótico, esta construcción sufrió sucesivas reformas. Las modificaciones eran constantes, tanto en los planos como en la propia obra, que comenzó en 1912. Debido al alto costo de la construcción, las autoridades de la Universidad y Prins acordaron su realización a medida que se consiguieran los fondos. Motivos internos y externos, como la Primera Guerra Mundial, provocaron una importante alza en el costo de los materiales y obligaron a detener reiteradamente la construcción. La necesidad de trasladar la Facultad de Derecho, que funcionaba en Moreno 350, hizo que se habilitara parcialmente el nuevo edificio en 1925. 
Sin embargo, los problemas presupuestarios no cesaron y no se pudo realizar el revestimiento interior ni exterior y menos aún la torre principal. Continuaron lentamente las obras hasta 1938, fecha en que se evaluó la conveniencia de terminar la construcción frente a los altos costos y las nuevas necesidades. 
En 1939 se sanciona la Ley 12578, por la cual se autoriza la inversión de $ 6.000.000 destinados a la construcción de otro nuevo edificio para la Facultad de Derecho. Antes de que se aprobara esta nueva construcción ya habían comenzado a circular rumores sobre posibles errores de cálculos. La sanción de la ley y la muerte del Ingeniero Prins en el mismo año imposibilitaron la conclusión del edificio. "Así, el rumor de que el Ingeniero Prins se suicidó al darse cuenta de errores de "cálculos" tomó fuerza y, con el paso del tiempo y la ignorancia del tema, el rumor parece haberse convertido en una verdad absoluta", concluye una investigación de María del Carmen Maza sobre la gestación y construcción fallida del edificio de Las Heras.
En 1948 se cede el edificio de Las Heras 2214 a la Facultad de Ingeniería, que actualmente lo utiliza para el dictado de cursos de grado, de posgrado y como sede del Museo de Ciencia y Técnica. La Facultad de Derecho se trasladó a una nueva sede, de estilo neoclásico, en Avenida Figueroa Alcorta.
En 2016 se concluyó una restauración y puesta en valor de las fachadas y los interiores del edificio, restauración de los vitrales y finalización de la fachada respetando el proyecto original de Prins.
En esta sede se encuentran los siguientes departamentos:
| Departamento          | Código | Piso        |
| --------------------- | ------ | ----------- |
| Estabilidad           | 64/84  | Planta Baja |
| Transporte            | 68/88  | 2°          |
| Hidráulica            | 69/89  | 3°          |
| Agrimensura           | 70/90  | 3°          |
| Gestión               | 71/91  | 1°          |
| Tecnología Industrial | 72/92  | 1°          |
| Construcciones        | 74/94  | Planta Baja |
| Energía - Petróleo    | 79     | 3°          |

### Ciudad Universitaria

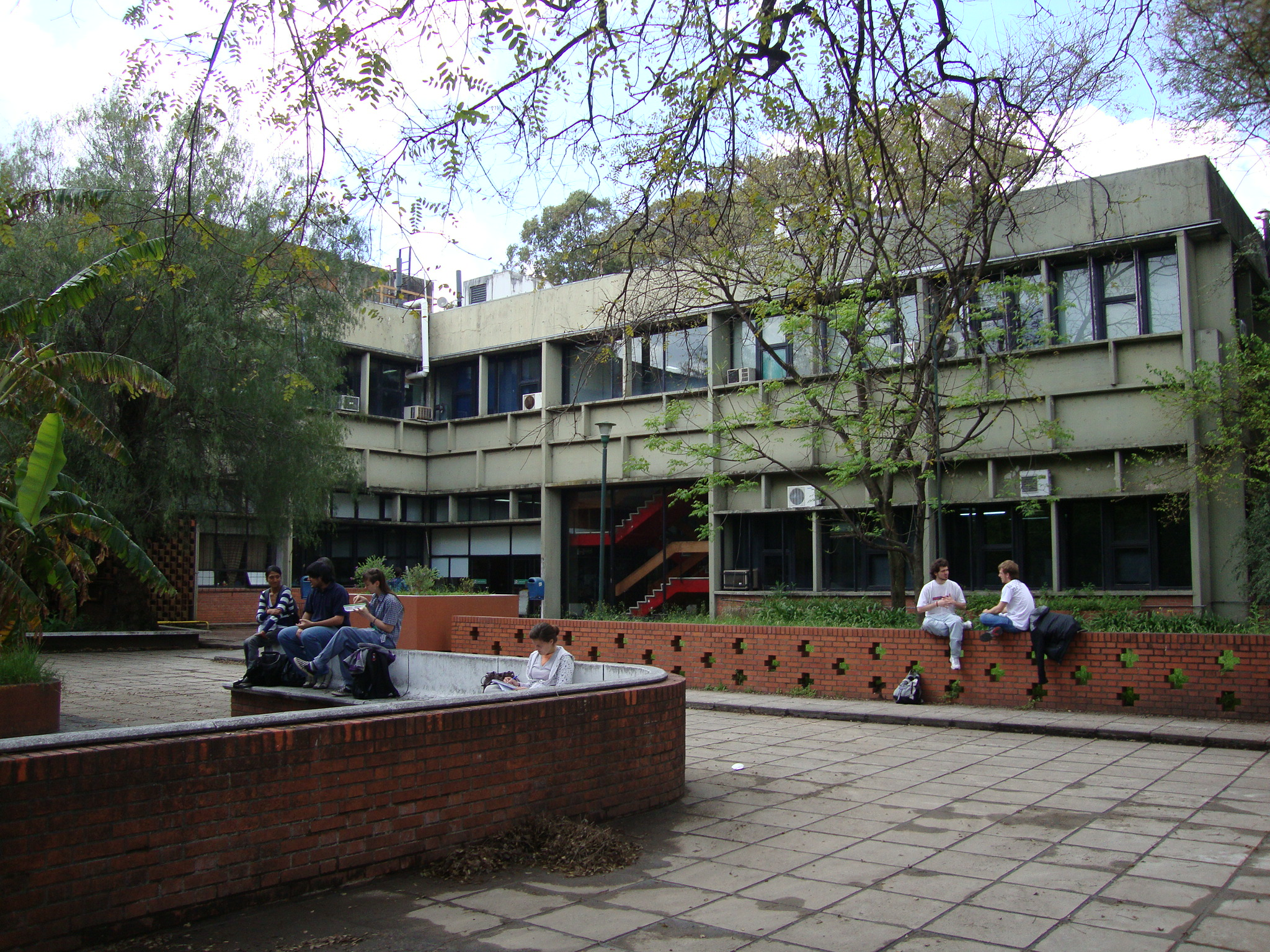
El Pabellón de Industrias

Una sede de la Facultad de Ingeniería se encuentra en el Pabellón de Industrias de la Ciudad Universitaria, el cual es compartido con la Facultad de Ciencias Exactas y Naturales. Allí se encuentra el departamento de Ingeniería Química (código 76) y sus laboratorios.
Este edificio fue construido a comienzos de la década de 1960, como parte de la primera etapa del ambicioso proyecto de la Ciudad Universitaria, que apuntaba a concentrar buena parte de las facultades de la Universidad, junto con el Rectorado y la Biblioteca Central, en un sector de la costa del Río de la Plata ampliado mediante espigones y obras de relleno. La idea original fue suspendida luego de la conclusión de esta primera etapa, y solo se llegaron a construir cuatro edificios, destinados a las facultades de Ciencias Exactas y Naturales y de Arquitectura. Luego se sumaron el complejo dos edificios pequeños, que alojan dos institutos del Conicet.

## Carreras de grado
En la Facultad de Ingeniería de la Universidad de Buenos Aires (FIUBA) se desarrollan las siguientes carreras de grado:
- Ingeniería Civil

- Ingeniería Industrial

- Ingeniería Naval y Mecánica

- Ingeniería Mecánica

- Ingeniería Electricista

- Ingeniería Electrónica
- Ingeniería Química

- Ingeniería en Petróleo

- Ingeniería en Agrimensura

- Licenciatura en Análisis de Sistemas

- Ingeniería en Informática

- Ingeniería de Alimentos
- Bioingeniería

## Primera Promoción de Ingenieros en Telecomunicaciones de la Universidad de Buenos Aires
El 6 de mayo de 1950, ya hace más de 70 años, el presidente de República Argentina, el general Juan D. Perón, entregaba los diplomas a la primera promoción de Ingenieros en Telecomunicaciones de la Argentina. Los egresados fueron:
- Carmen Beatriz Hurtado,  29/12/49

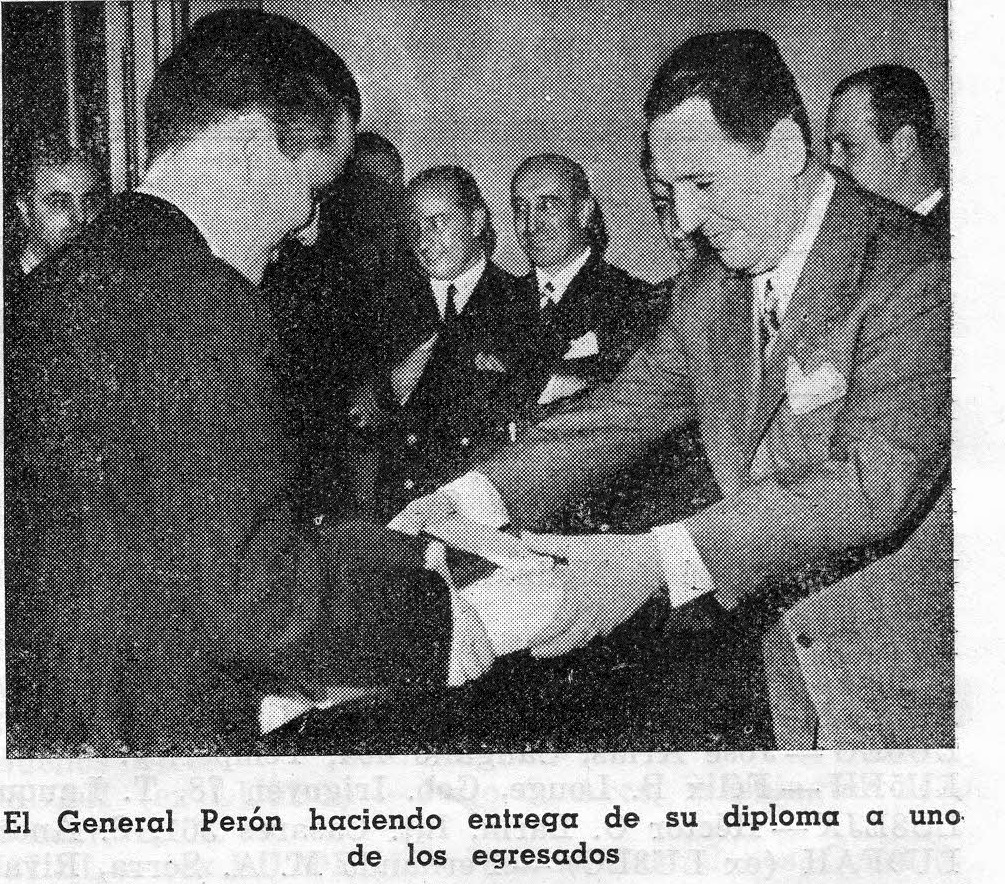
Primeros Ingenieros en Telecomunicaciones UBA, entrega los diplomas el presidente de la República Argentina, general J. D. Perón, 6/5/1950

- Alberto Antonio Calderaro, 29/12/49
- Jaime Feinstein,19/12/49
- Carlos Burundarena, 30/04/50
- José Amador Calviño, 29/12/49
- Julio Guibourg, 29/12/49
- Santiago Felipe Pinasco, 29/12/49

Cabe notar en este grupo de egresados a Carmen Beatriz Hurtado, primera Ingeniera en Telecomunicaciones en Argentina.
Esta fue la semilla para que en años posteriores se creara el actual Departamento de Electrónica de la Facultad de Ingeniería de la Universidad de Buenos Aires.

## Imágenes de la Facultad

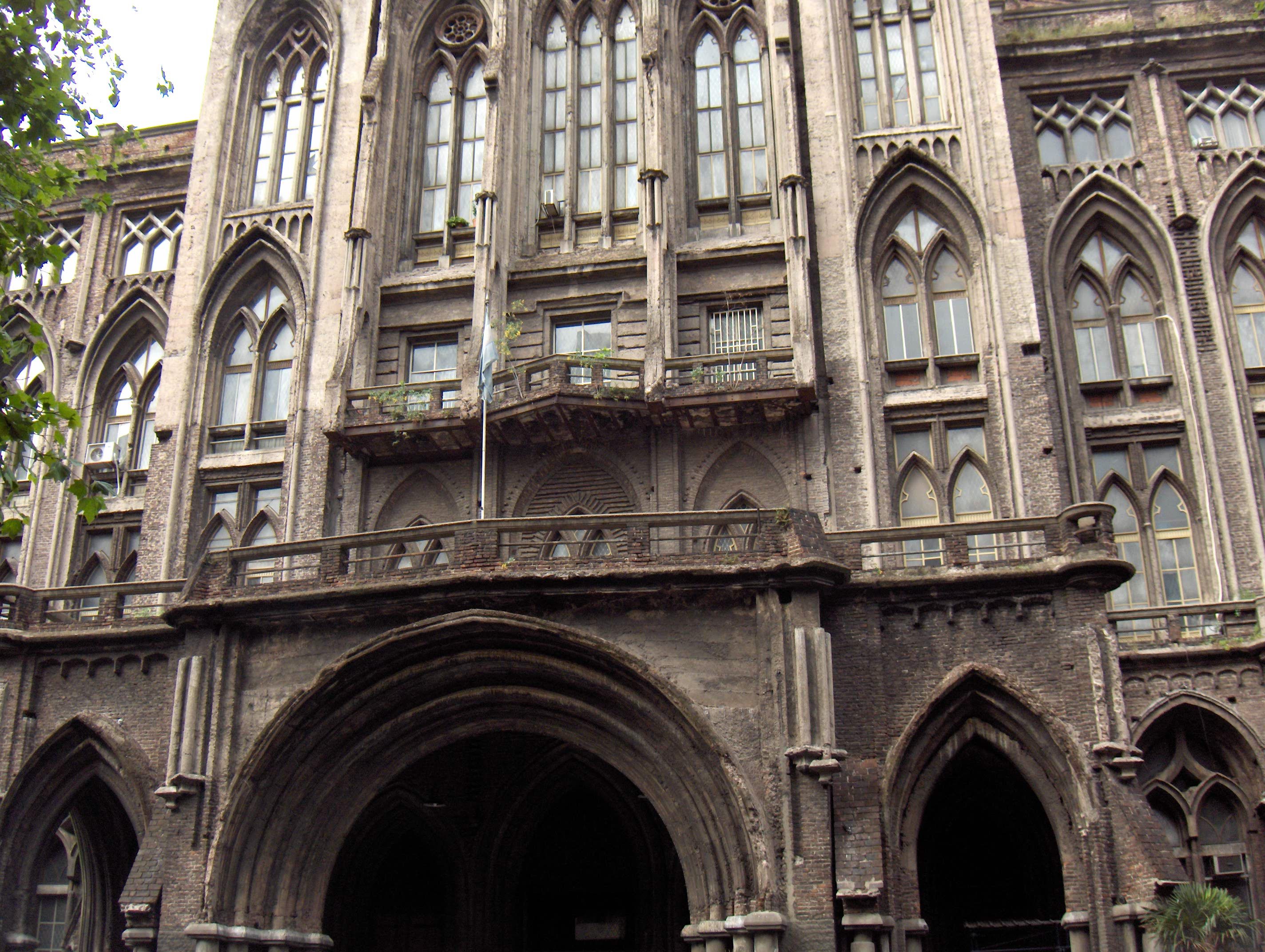
Otra vista de la sede Las Heras.
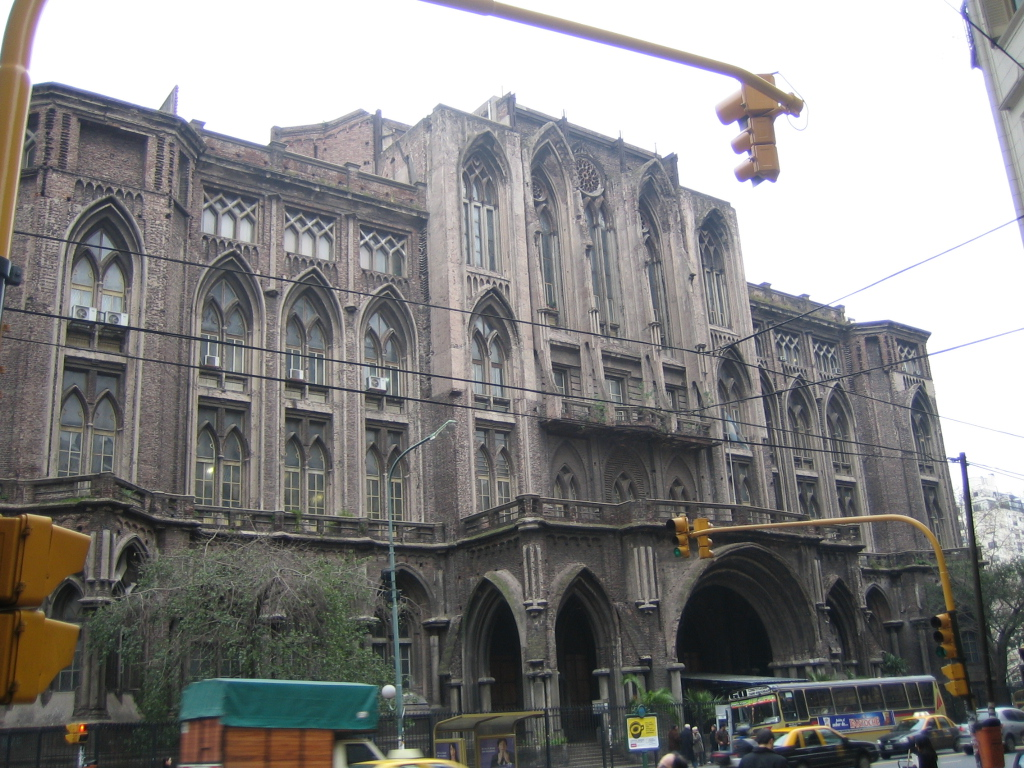
Otra vista más de la sede Las Heras.
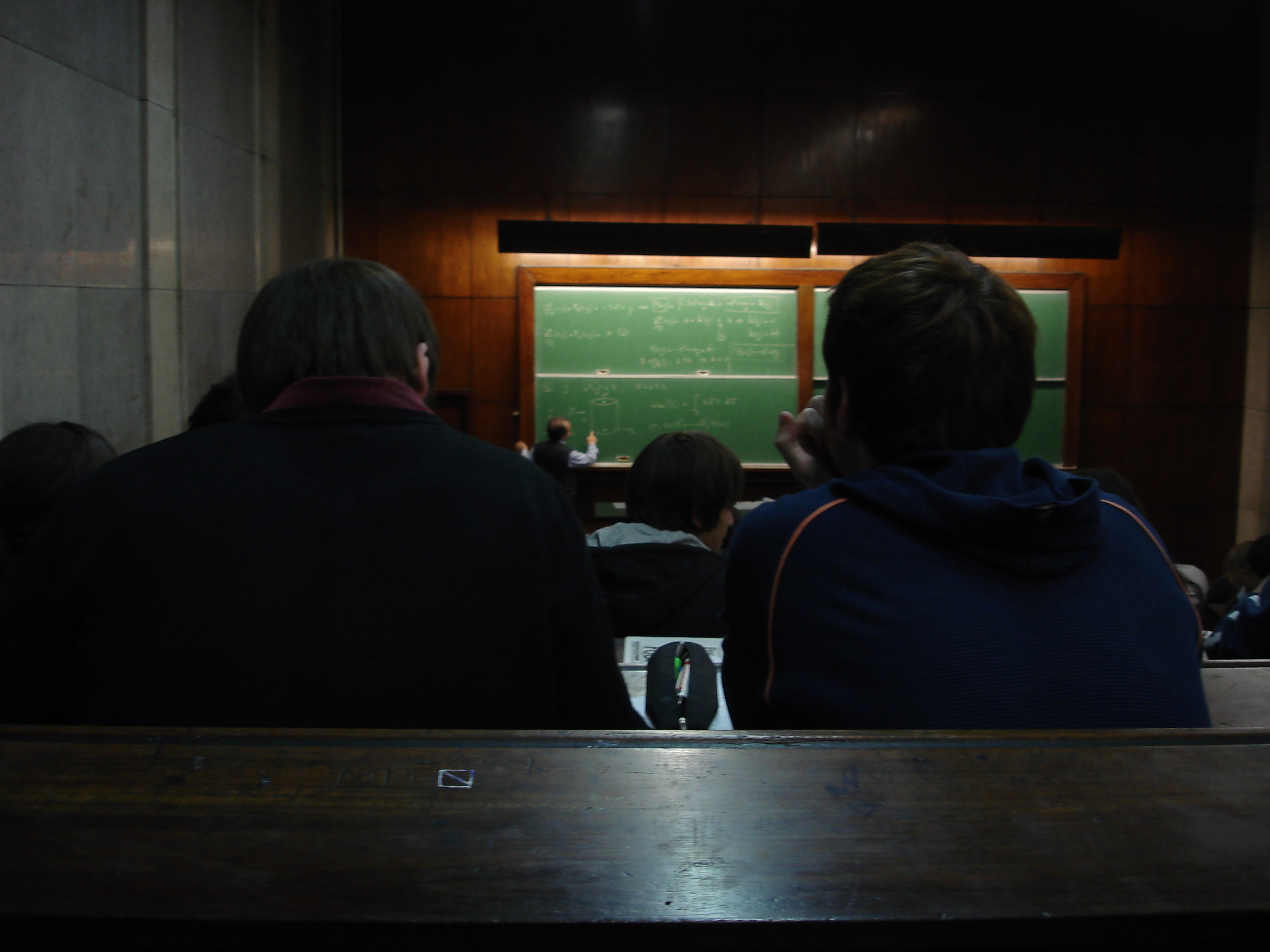
Una clase de Análisis Matemático.
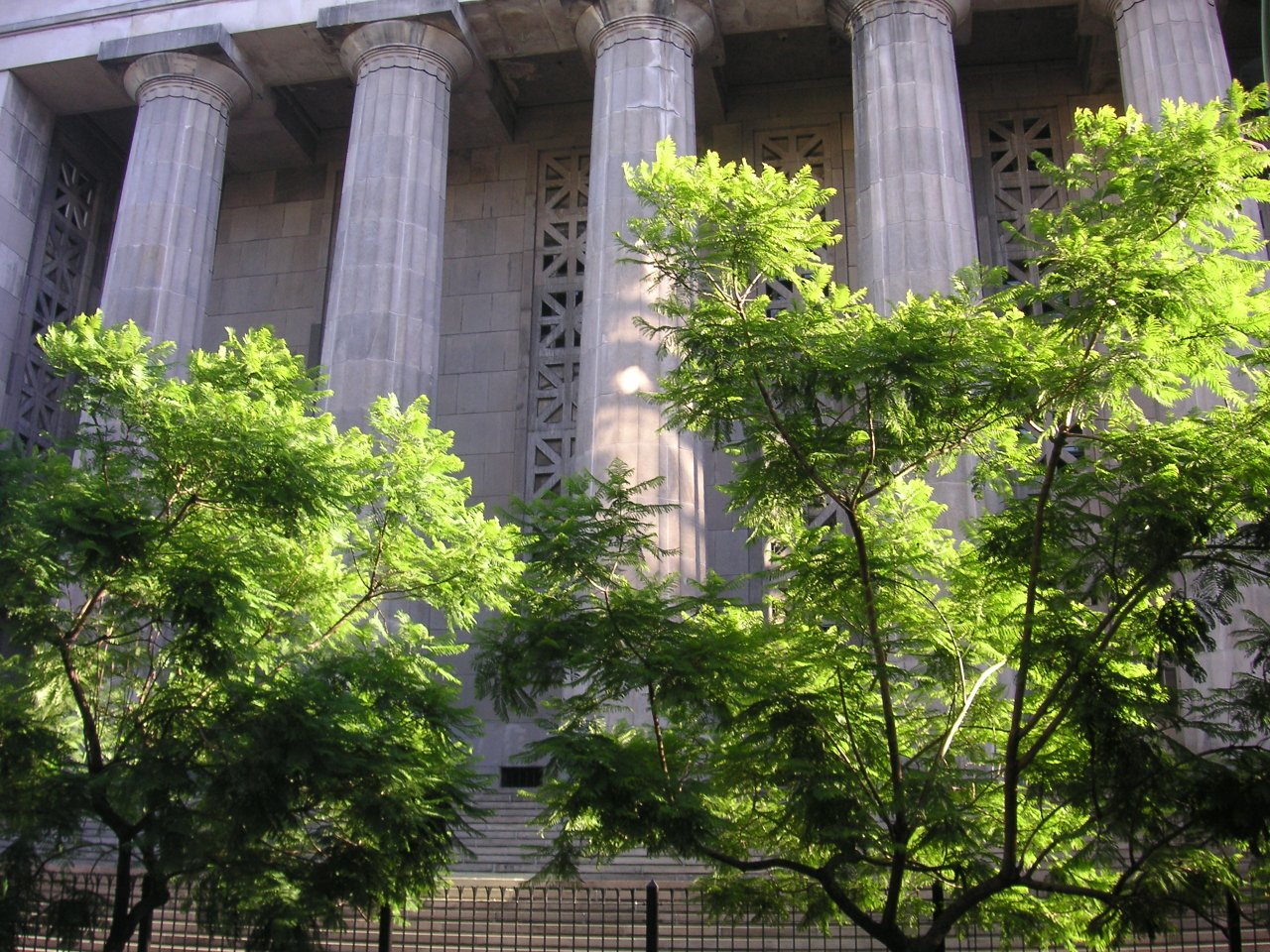
Sede principal vista desde uno de sus laterales
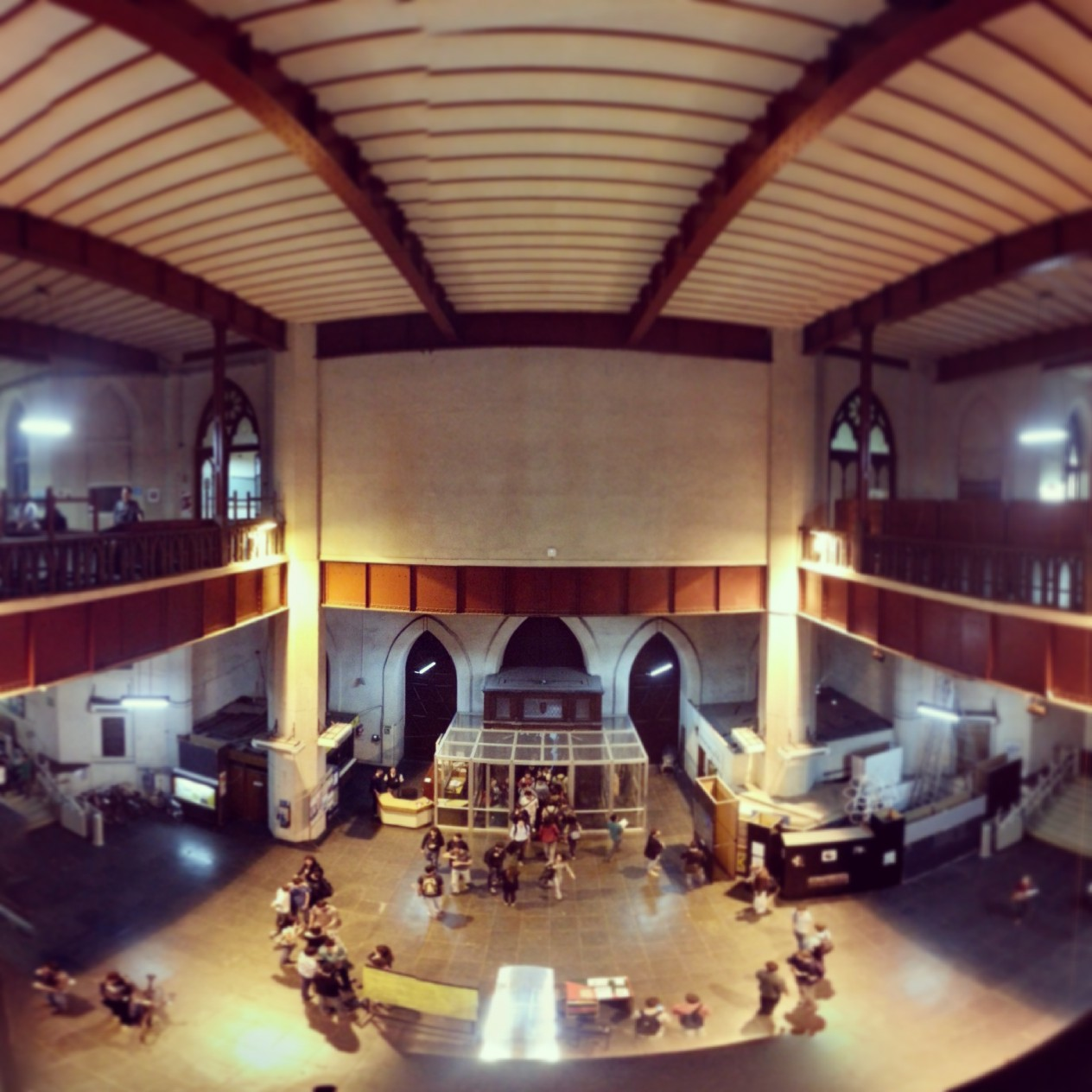
Hall central de Las Heras.
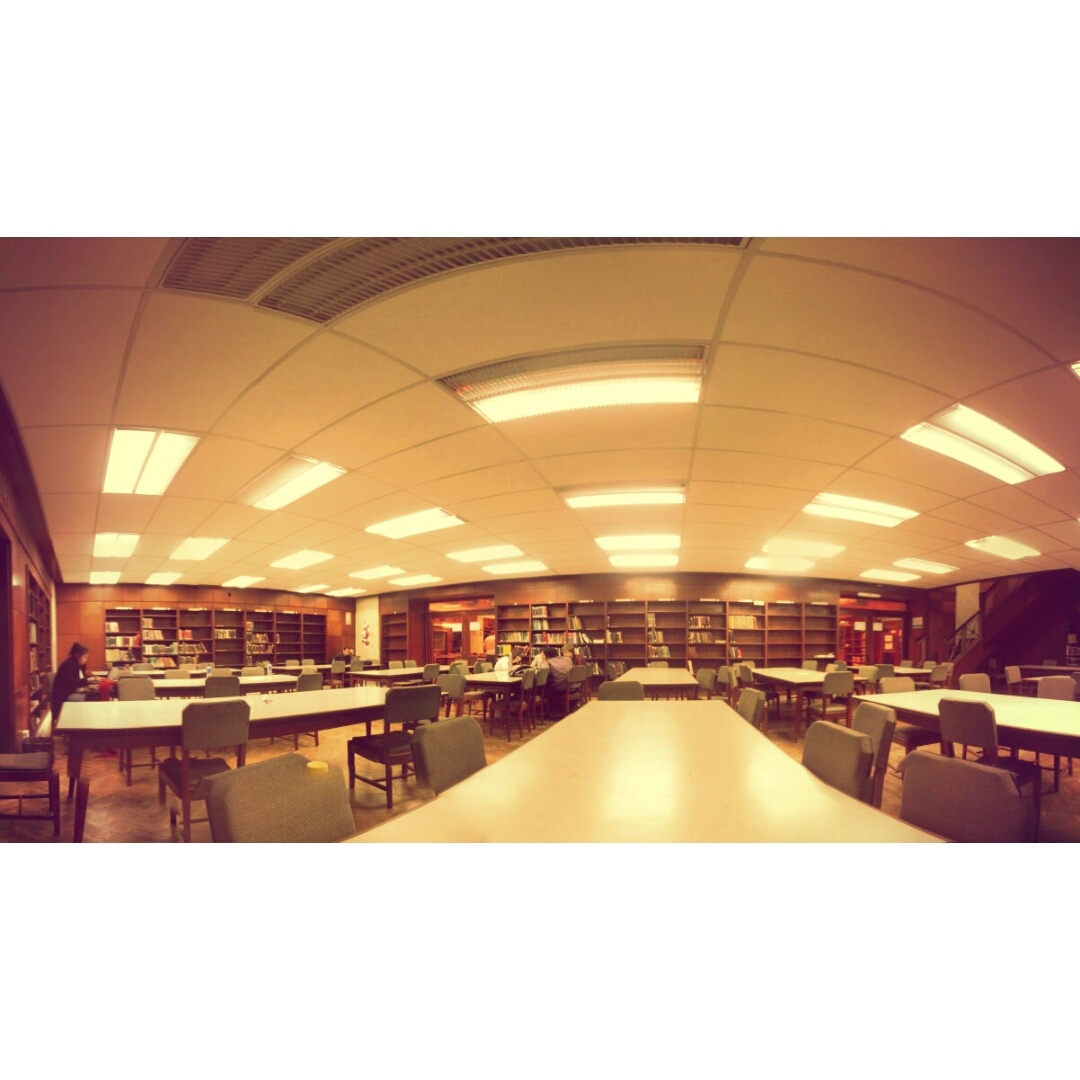
Biblioteca Enrique Butty Sala Parlante.
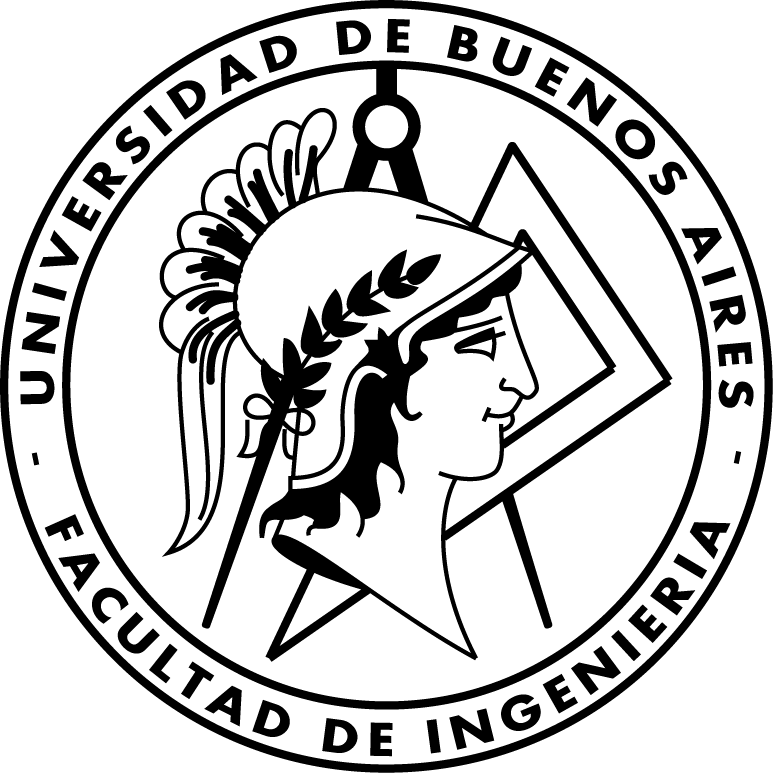
Antiguo isologo de la Facultad de Ingeniería.
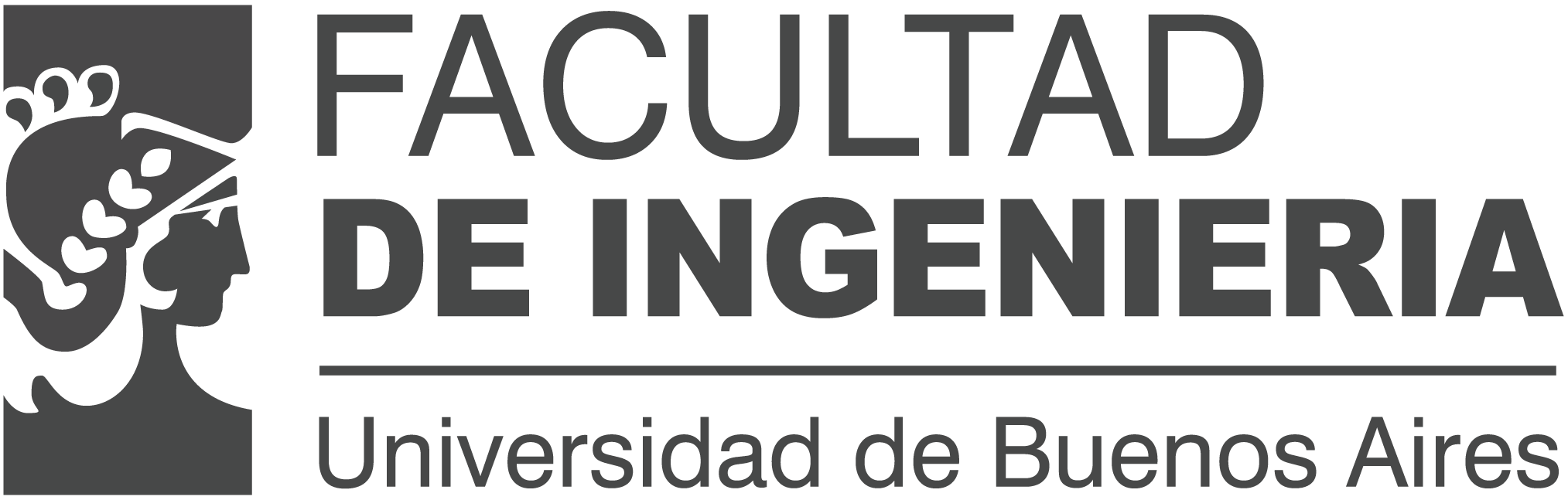
Antiguo isologo de la Facultad de Ingeniería